# Tất Cống
Tất Cống (giản thể: 毕赣; phồn thể: 畢贛; sinh ngày 4 tháng 6 năm 1989) là một đạo diễn phim, nhà biên kịch, nhà thơ và nhiếp ảnh gia người Trung Quốc.

## Tác phẩm

### Phim truyện
| Năm  | Tựa tiếng Anh                 | Tựa gốc        | Ghi chú |
| ---- | ----------------------------- | -------------- | ------- |
| 2011 | Tiger                         | 老虎           |         |
| 2015 | Kaili Blues                   | 路边野餐       |         |
| 2018 | Long Day's Journey into Night | 地球最后的夜晚 |         |
| 2025 | Resurrection                  | 狂野时代       |         |

### Phim ngắn
| Năm  | Tựa tiếng Anh       | Tựa gốc      | Ghi chú |
| ---- | ------------------- | ------------ | ------- |
| 2010 | South               | 南方         |         |
| 2012 | The Poet and Singer | 金刚经       |         |
| 2016 | Secret Goldfish     | 秘密金鱼     |         |
| 2022 | A Short Story       | 破碎太阳之心 |         |

## Giải thưởng và đề cử
| Giải thưởng                        | Năm  | Hạng mục                                   | Tác phẩm                      | Kết quả   | Ct.    |
| ---------------------------------- | ---- | ------------------------------------------ | ----------------------------- | --------- | ------ |
| Asia Pacific Screen Awards         | 2016 | Achievement in Directing                   | Kaili Blues                   | Đề cử     | [ 1 ]  |
| Asia Pacific Screen Awards         | 2016 | Special Mention: Young Cinema Award        | Kaili Blues                   | Đoạt giải | [ 2 ]  |
| Liên hoan phim Cannes              | 2018 | Un Certain Regard                          | Long Day's Journey into Night | Đề cử     | [ 3 ]  |
| Liên hoan phim Cannes              | 2022 | Short Film Palme d'Or                      | A Short Story                 | Đề cử     | [ 4 ]  |
| Liên hoan phim Cannes              | 2025 | Palme d'Or                                 | Resurrection                  | Đề cử     | [ 5 ]  |
| Liên hoan phim Cannes              | 2025 | Special Award (Prix Spécial)               | Resurrection                  | Đoạt giải | [ 6 ]  |
| China Film Director's Guild Awards | 2016 | Young Director of the Year                 | Kaili Blues                   | Đoạt giải | [ 7 ]  |
| Giải Kim Mã                        | 2015 | Best New Director                          | Kaili Blues                   | Đoạt giải | [ 8 ]  |
| Giải Kim Mã                        | 2015 | FIPRESCI Prize                             | Kaili Blues                   | Đoạt giải | [ 8 ]  |
| Giải Kim Mã                        | 2015 | Asian Cinema Observer Recommendation Award | Kaili Blues                   | Đoạt giải | [ 9 ]  |
| Giải Kim Mã                        | 2015 | NETPAC Award                               | Kaili Blues                   | Đề cử     | [ 9 ]  |
| Giải Kim Mã                        | 2018 | Best Director                              | Long Day's Journey into Night | Đề cử     | [ 10 ] |
| Liên hoan phim quốc tế Locarno     | 2015 | Best Emerging Director                     | Kaili Blues                   | Đoạt giải | [ 11 ] |
| Liên hoan phim quốc tế Locarno     | 2015 | Best First Feature – Special Mention       | Kaili Blues                   | Đoạt giải | [ 11 ] |
| Liên hoan phim ba châu lục         | 2015 | Montgolfière d’Or                          | Kaili Blues                   | Đoạt giải | [ 12 ] |
| Liên hoan phim Philadelphia        | 2022 | Honorable Mention for Best Director        | A Short Story                 | Đoạt giải | [ 13 ] |
| TOKYO FILMeX                       | 2018 | Student Jury Prize                         | Long Day's Journey into Night | Đoạt giải | [ 14 ] |